# Kalvarienberg Reicholzried
Der Kalvarienberg Reicholzried ist ein im Jahr 1900 auf einem kleinen Hügel nordöstlich von Reicholzried angelegter Kreuzweg, der zwei Jahre später durch eine neugotische Kapelle aus rotem Backstein ergänzt wurde. Initiator des Kreuzweges war Pfarrer Zientner.

## Beschreibung
Die Glasfenster der Kapelle der Firma Bockholm sen. in München stellen die Geheimnisse des Schmerzhaften Rosenkranzes dar. Im Altarschrein befindet sich ein Heiliges Grab mit dem toten Christus.
Einzigartig für eine Kapelle sind die Brandmalereien der getäfelten Decke mit fünfzehn nach altdeutschem Vorbild gestalteten Lindenholztafeln. Der Prophet Jonas ruht im untersten Feld. Aus seinem Körper wächst der Baum der Erlösung. Oben thront Gott Vater. Dazwischen entfaltet sich ein ganzer Kosmos, das Heilsgeschehen nach dem Evangelium, eine Weltkugel, das Dorf Reicholzried, der neu errichtete Kalvarienberg, der Lauf der Iller, die Brücke von Schwarzenbach, die Pfarrkirche, ein Mäuslein, eine Vogelfamilie usw.

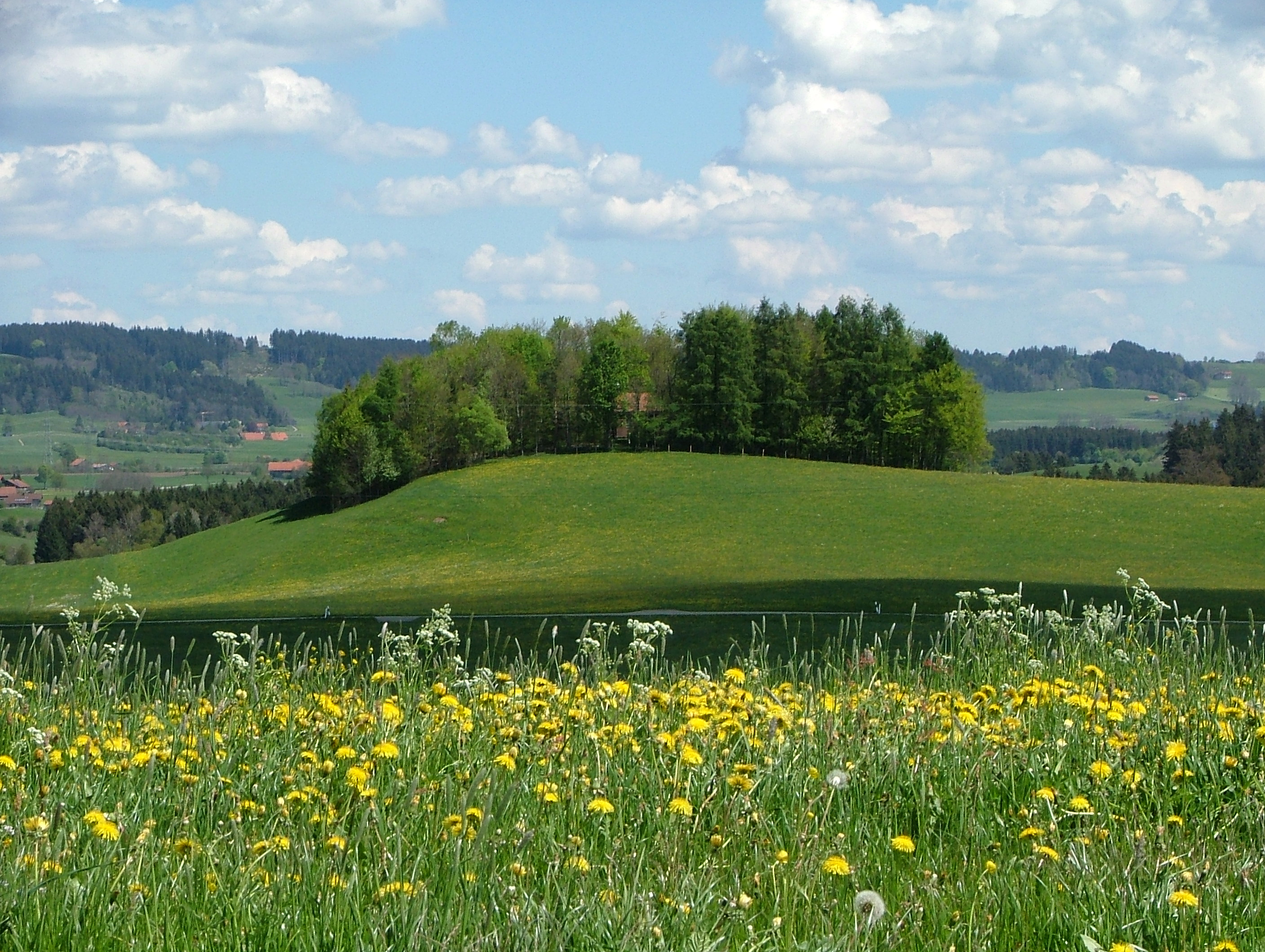
Der Kalvarienberg, im Hintergrund das Illertal
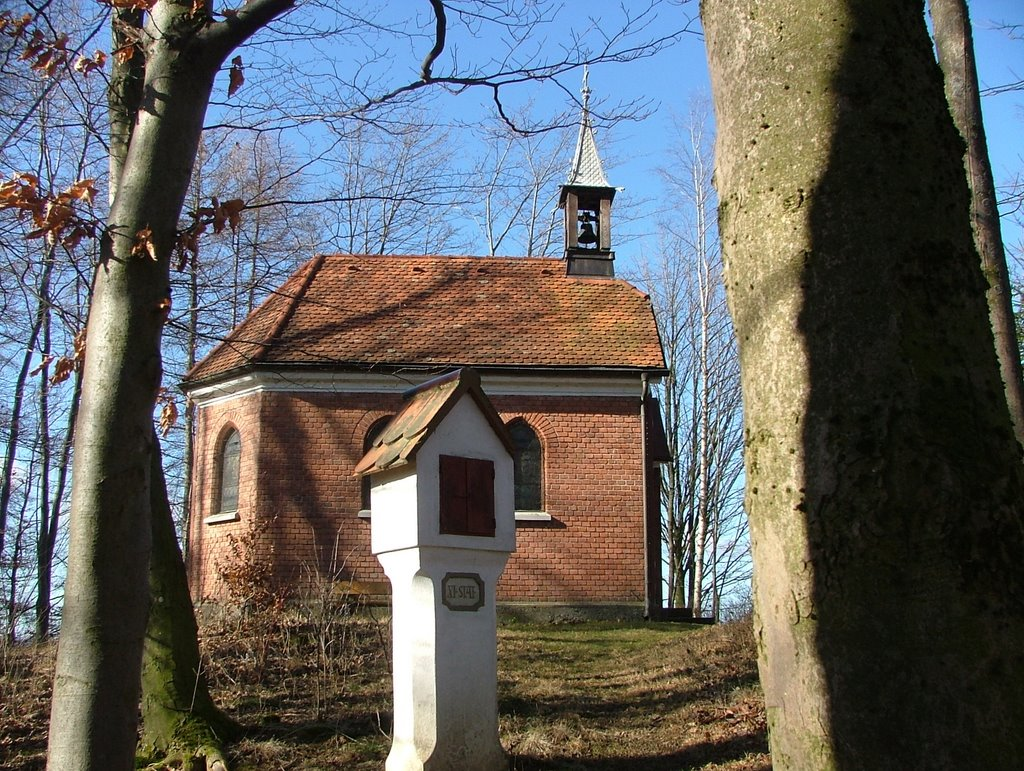
Bildstock und Kapelle
Kassettendecke mit Brandmalerei
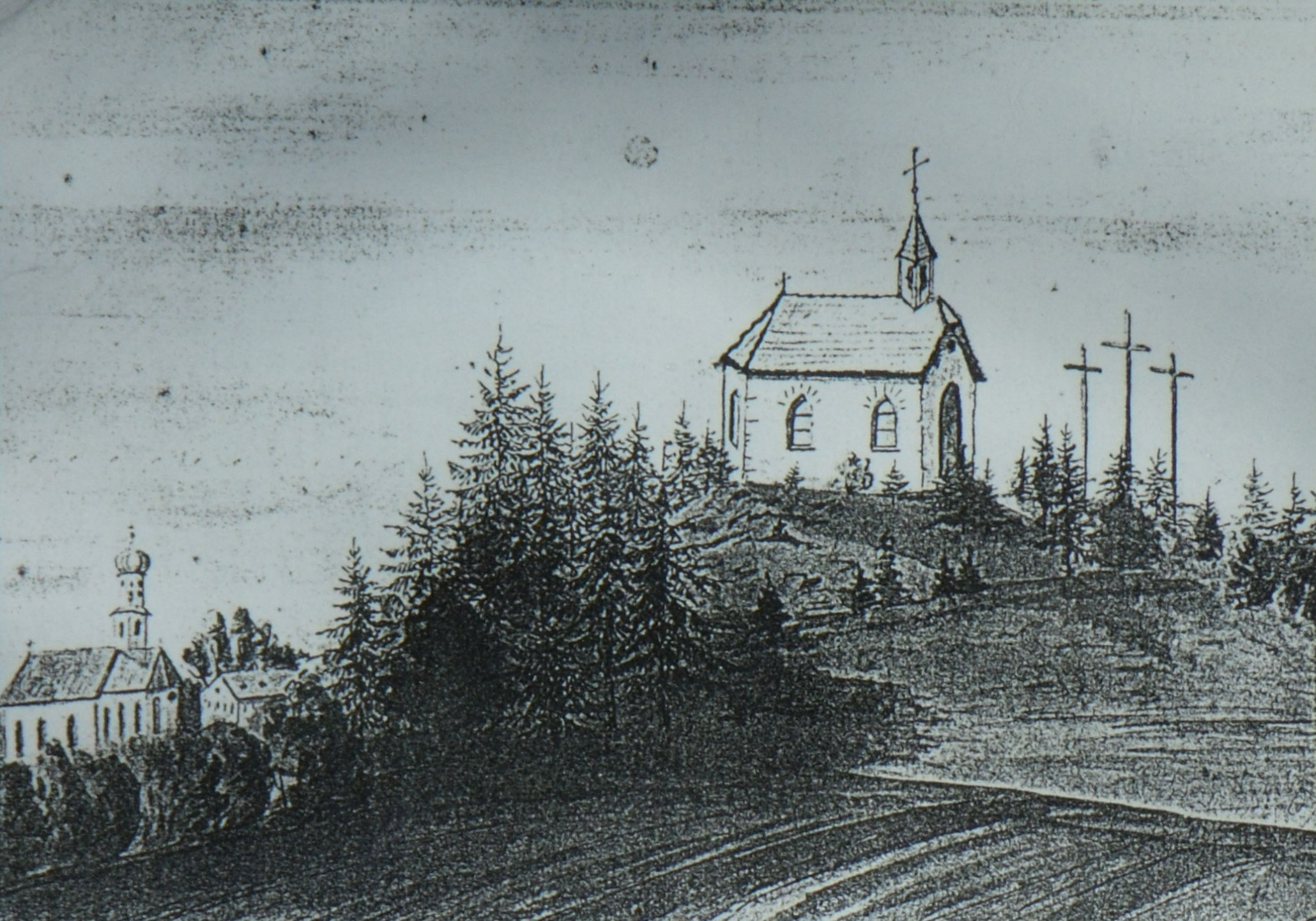
Der Kalvarienberg, anno 1902
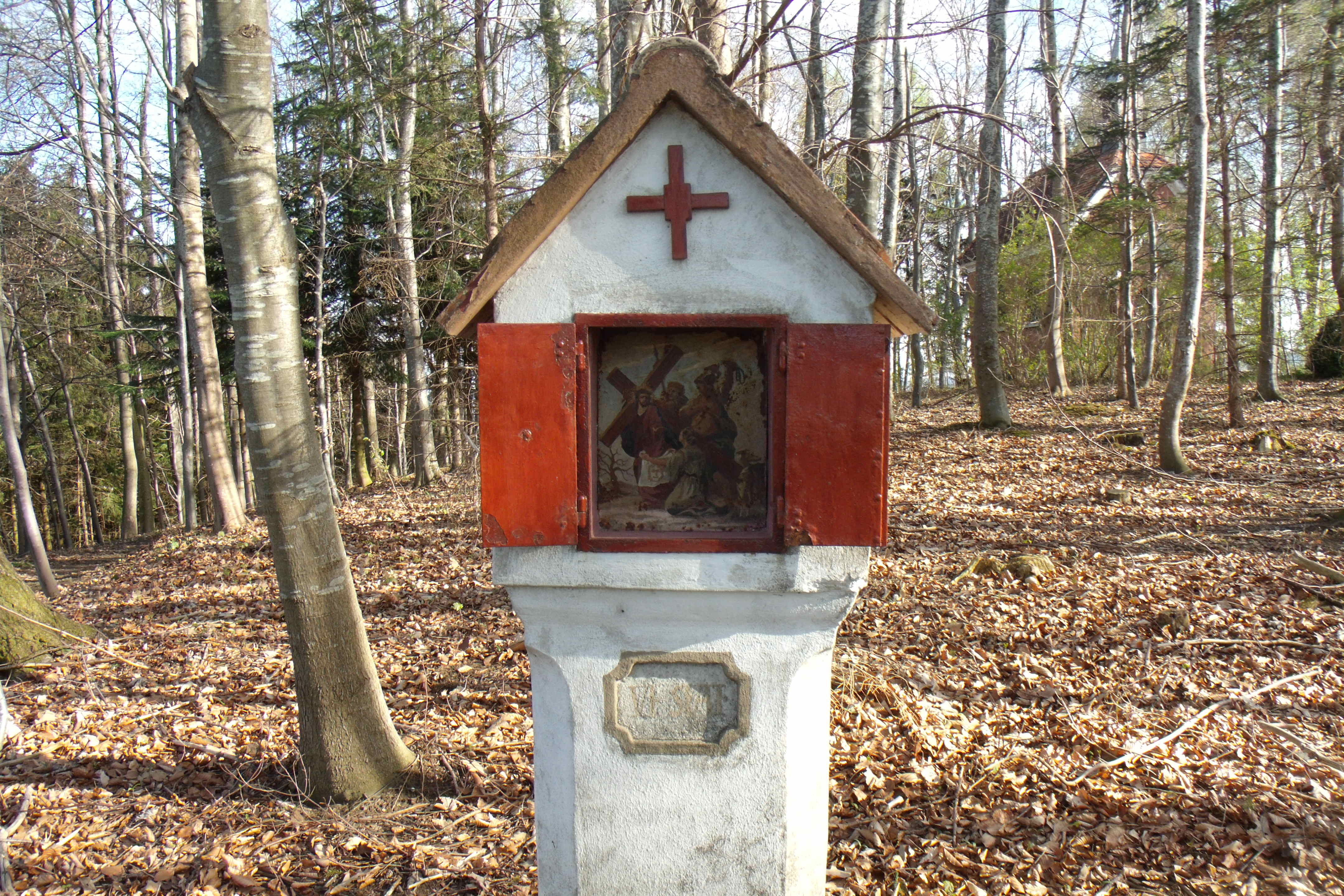
Bildstock im Buchenwald
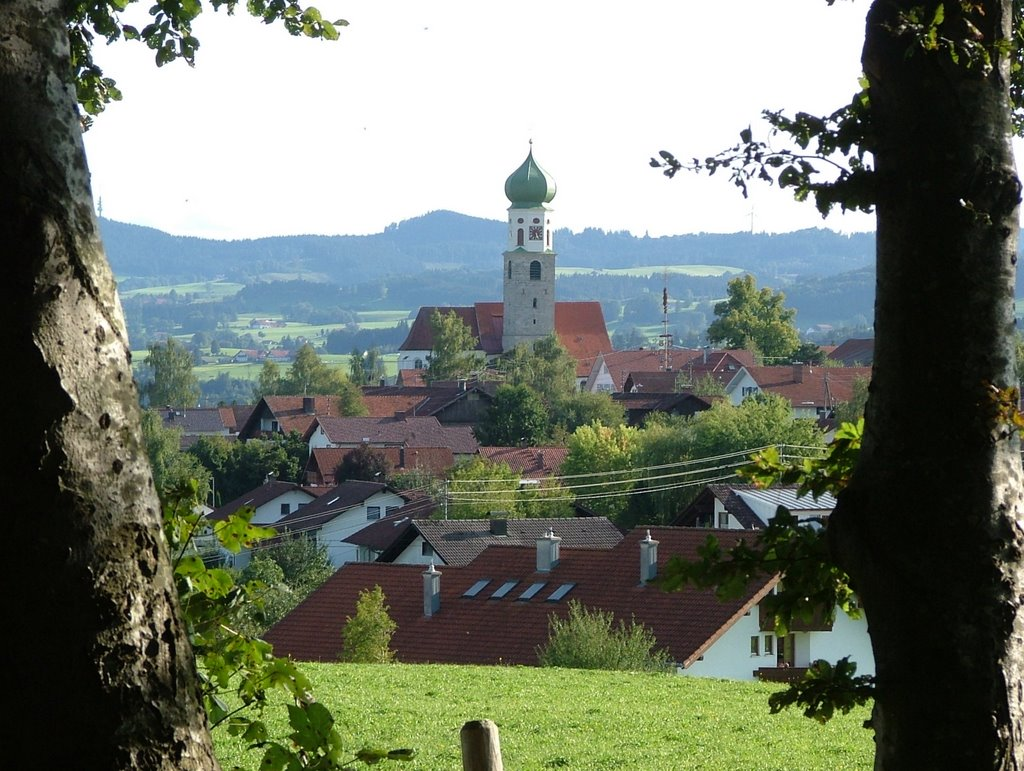
Blick vom Kalvarienberg nach Reicholzried